# Jennifer Oehrli
Jennifer Ruth Greti Oehrli (Berna, 13 de enero de 1989) es una futbolista suiza que sin equipo. Su último club fue el  el Atlético de Madrid, del que se desvinculó en marzo de 2019 sin llegar a debutar en partido oficial. También es internacional con la selección absoluta de Suiza. Es ambidextra.

## Trayectoria
Oehrli comenzó a jugar al fútbol a los 7 años como delantera en el FC Zollbrück, equipo mixto en el que también jugaba su primo. Fue seleccionada en la selección regional sub-14 de Berna/Jura, donde por falta de guardametas ocupó esa posición, compaginando sus labores de portera en la selección y de delantera en el club.
Tras siete años recibió una oferta del SC Worb para jugar de portera en su equipo Sub-18. El primer equipo logró el ascenso a la segunda división la siguiente temporada y la promocionaron al primer equipo.
Tras un año jugando en la segunda división Oehrli fichó en 2006 por el FFC Zuchwil 05 que jugaba en la primera división suiza y la Liga de Campeones. Esa temporada se proclamaron campeonas de la liga y subcampeonas de copa, y la siguiente temporada subcampeonas de liga.
Después de tres temporadas fichó por el FC Thun y tras una sola temporada fichó por el FC Basel. El 22 de mayo de 2011 marcó su primer gol en la liga suiza al anotar un penalti en la victoria por 10 goles a 0 ante el Grasshopper Club Zürich. En la temporada 2012-13 fueron subcampeones de liga y finalistas de copa.
En junio de 2013 Oehrli fichó por el BV Cloppenburg y tras una temporada fichó por el BSC YB Frauen, donde permaneció hasta 2018.
El 3 de julio de 2018 el Atlético de Madrid hizo oficial su fichaje por el club, del que se desvinculó el 8 de marzo de 2019 sin llegar a debutar en partido oficial.

## Selección nacional
Oehrli debutó el 3 de marzo de 2010 con la selección nacional suiza en un partido ante Holanda por el tercer puesto de la Copa de Chipre 2010 en el que resultó derrotada por 4 goles a 0.
En 2015 participó en el Mundial de Canadá con Suiza, donde no disputó minutos como suplente de Gaëlle Thalmann.

## Clubes
| Club               | País     | Año        |
| ------------------ | -------- | ---------- |
| FFC Zuchwil 05     | Suiza    | 2006-2009  |
| FC Thun            | Suiza    | 2009-2010  |
| FC Basel           | Suiza    | 2010-2013  |
| BV Cloppenburg     | Alemania | 2013-2014  |
| BSC YB Frauen      | Suiza    | 2014-2018  |
| Atlético de Madrid | España   | 2018- 2019 |

## Palmarés

### Campeonatos nacionales
| Título         | Club           | País  | Año  |
| -------------- | -------------- | ----- | ---- |
| Nationalliga A | FFC Zuchwil 05 | Suiza | 2007 |